# Sandwich à l'âne
 (octobre 2015).
Si vous disposez d'ouvrages ou d'articles de référence ou si vous connaissez des sites web de qualité traitant du thème abordé ici, merci de compléter l'article en donnant les références utiles à sa vérifiabilité et en les liant à la section « Notes et références ».
Le sandwich à l'âne (en chinois : 驴肉火烧 ; en pinyin : lǘròu huǒshāo) est une sorte de sandwich couramment consommée à Baoding et Hejian, dans la province du Hebei, en Chine, où il est considéré comme une spécialité locale, ainsi que dans d'autres endroits en Chine[réf. nécessaire].
De la viande d'âne hachée ou déchiquetée est placée dans un shaobing (ou huǒshāo), une poche de pain grillé, semi-feuilletée, et mangée comme collation ou comme partie d'un repas. La viande est souvent servie froide, souvent avec du poivre vert ou des feuilles de coriandre, dans un shaobing chaud.
Les sandwichs à l'âne sont un aliment populaire de la cuisine de rue, mais peuvent également être trouvés sur les menus des restaurants haut de gamme. Parmi les restaurants de sandwich à l'âne, on compte « Grande saveur » (好滋味) et « Vieille tête d'âne » (老驴头). Un adage bien connu, en particulier à Baoding (et ailleurs dans la province du Hebei), est « Au paradis, il y a de la viande de dragon, sur Terre, il y a de la viande d'âne » (天上 龙 肉, 地上 驴肉). Le caractère « dragon » est en fait une abréviation pour un certain type d'oiseau comme le faisan.
Les sandwichs à l'âne ont deux formes, la forme de Baoding et la forme de Hejian. La forme de Baoding utilise un shaobing rond et la forme de Hejian utilise un shaobing rectangulaire. 

## Origine
Les sandwichs à l'âne sont originaires de la dynastie Ming. Selon la légende, l'armée de Zhu Di n'avait rien à manger, ce qui a poussé les soldats à tuer et à manger leurs chevaux. Les populations locales ont suivi, et ont commencé à manger de la viande de cheval. Cependant, puisque les chevaux sont une ressource précieuse, les gens ordinaires ont substitué la viande d'âne à la viande de cheval et l'ont considéré plus savoureuse.
Les sandwichs à l'âne sont devenus populaires vers la fin de la dynastie Qing, après que la ligne de chemin de fer Beijing-Hankou ait été construite, puisque les ânes n'étaient plus nécessaires pour le transport de marchandises dans et hors de Pékin. Au départ de Pékin, Baoding est la première grande ville sur la ligne de chemin de fer Beijing-Hankou. L'industrie du fret traditionnel a été particulièrement touchée dans cette ville, et, par conséquent, les sandwichs à l'âne sont devenus plus populaires à Baoding.